# Swinging-Flashlight-Test
Der Swinging-Flashlight-Test (wörtlich etwa ‚Pendelnde-Taschenlampe-Test‘, auch Pupillen-Wechselbelichtungstest oder SWIFT-Test) bzw. Pupillenvergleichstest ist eine medizinische Routineuntersuchung zur schnellen Beurteilung der Pupillenafferenz, also der zum Gehirn hinführenden Nervenfasern.

## Untersuchung
Im abgedunkelten Raum beleuchtet der Untersucher Pupillen des Patienten mehrmals abwechselnd mit einer hellen Halogenlampe oder einem Ophthalmoskop. Dabei fixiert der Patient einen Punkt in der Ferne, während der Untersucher im 45°-Winkel von unten die Pupillen jeweils circa 2 bis 3 Sekunden beleuchtet. Dieser Vorgang wird mindestens 4 bis 5 Mal wiederholt.

## Beobachtung
Der Untersucher beobachtet, ob eine Engstellung (Kontraktion) der Pupillen erfolgt. Falls ja, vergleicht er diese Kontraktion mit der kontralateralen (anderen) Pupillenkontraktion. Beurteilt wird die Geschwindigkeit und das Ausmaß der Pupillenreaktion im Vergleich zur kontralateralen Pupille.
Bei einem gesunden Menschen kontrahieren beide Pupillen gleichermaßen und schnell. Beim Wechsel von einem auf das andere Auge werden die Pupillen infolge der Adaption an die Dunkelheit wieder weiter. Nun kann die Verengung der beiden Pupillen bei Beleuchtung des anderen Auges verglichen werden.

## Pathologien
Zeigt der SWIFT ein pathologisches Ergebnis, spricht man von einem relativen afferenten Pupillendefekt (kurz RAPD, auch Marcus-Gunn-Pupillenzeichen). Ein solches Ergebnis liegt dann vor, wenn beide Pupillen sich nicht gleich schnell oder weit verengen oder sich sogar bei Beleuchtung erweitert („pupillary escape“). Der RAPD ist durch eine Schädigung der Afferenz des Sehnervs oder der Netzhaut hervorgerufen.

## Vertiefung und Fehlerquellen
Ist sich der Untersucher nicht sicher, ob ein RAPD vorliegt, so kann er einen schwachen Graufilter vor das beleuchtete Auge halten. Verstärkt sich der Effekt hierdurch ist der Verdacht erhärtet. Wandert der Effekt, bleibt der Verdacht unklar. Durch das Vorhalten von verschiedenen Graufiltern kann der RAPD auch quantifiziert werden.
Optimalerweise sollte man Abstand, Winkel und Lichtstärke so wählen, dass sich die Pupille um etwa ein Drittel kontrahiert. Variiert der Abstand und Beleuchtungswinkel oder ist das Licht zu schwach bzw. hell, kann es zu Fehldiagnosen kommen.
Es ist wichtig darauf zu achten, dass der Patient während des Tests keinen Fixationswechsel vornimmt und den Punkt in der Ferne z. B. gegen einen in der Nähe tauscht.